# Куцово (Грчка)
Куцово, Кутци или Кучос (грч. Ευκαρπία, Ефкарпија) је насељено место у општини Висалтија у периферији Средишња Македонија, Грчка. Према попису из 2021. године било је 422 становника. Налази се у долини реке Струме у југоисточном делу Македоније. Од 1313. године било је метох (посед) манастира Хиландар.

## Историја
Познато је да је село Куцово краљ Милутин поклонио Хрусијском пиргу (познат и као пирг Светог Василија). Није познат тачан датум када је Милутин издао хрисовуљу којом се поклања ово село Хрусијском пиргу. У то време Хрусијски приг је имао делимичну независност од Хиландара и био је најзначајнија лука на Светој гори. Међутим познато је да је Андроник II Палеолог поклонио село манастиру Хиландар 1313. године у знак захвалности за помоћне одреде које му је Милутин пружио у борби са Каталонском компанијом. Тако да је повеља краља Милутина могла да уследи тек након повеље Андроника II, пошто се село Куцово тада налазило на тлу Византије.
Село Куцово се помиње и у каснијим повељама у којима Милутин потврђује да оно припада Хрусијском пригу а не манастиру Хиландар.
Куцово се спомиње и у хрисовуљи Андроника II из 1324. године којом потврђуе статус пирга, његову економску самосталност од Хиландарског манастира и говори о припадности села Куцово (Кутци) пиргу, а манастира светог Никите — Хиландару.
У хрисовуљи цара Стефана Душана од 1. јануара 1345. године такође се потврђује да Куцово припада пиргу. Ово се потврђује и решењем црковног суда у граду Сер из 1388. године.
На основу ових хрисовуља се може закључити да је кроз цео 14. век Хрусијски пирг управљао селом Куцово. Међутим постоје и хрисовуље које спомињу власништво манастира Хиландар над селом. Осим првобитне повеље Андроника II из 1313. године, постоје и повеље из јула 1317. године и из 1321. године којима се Хиландару потврђују права над селом Куцово. Тако да је вероватно да је селом Куцово у почетку управљао манастир Хиландар, да би оно касније прешло у посед Хрусијског пирга.
Хрисовуља Јованна V Палеолога из јула 1351. године такође потврђује право Хиландара над селом.
Познато је да је из општине села Куцово 1227. године издвојено селиште Мунзени и поклоњено манастиру Хиландар. Тада је село Куцово припадало Андронику Комнину дуки од Петралита. Селиште Мунзени се у то време већ граничило са поседима манастира Хиландар у том крају.
Крајем 13. века село Мунзени је постало средиште (по свом централном положају) целе метохије манастира Хиландар која је постојала у овом крају. У потврди Андроника II. од 1292. год. помиње се Мунзијанска метохија Св. Николе.
За време цара Душана село Куцово улази у састав Србије. Он је у хрисовуљи од 1. јануара 1345. године потврдио припадност села Куцова Хруском пиргу и такође даровао нека околна села манастиру. Такође је поклонио и земљу чиј је власник био неки Србо а која се делимично налазила на простору села Куцово.
У старим војничким грчким картама ово село се помиње као Куцос и налази се у близини некадашњег Тахинског језера.

## Становништво
Према бугарском географу и историчару, Василу Канчову, у Куцову је 1900. године живело 250 Словена хришћана и 250 Грка. Македонски историчар Тодор Симовски бележи да је словенско становништво je у процесу хеленизације. Године 1924. насељена је 51 грчка избегличка породица, укупно 205 особа. Село је 1928. године имало 752 житеља. Након исушења Тахинског језера број становника је поратсао досељавањем нових избеглица на 1.017.